# Cymbasoma rigidum
Cymbasoma rigidum is een eenoogkreeftjessoort uit de familie van de Monstrillidae. De wetenschappelijke naam van de soort is voor het eerst geldig gepubliceerd in 1888 door Thompson I.C..